# 김용상 (1858년)
김용상(金鏞相, 1858년 3월 20일 ~ 1919년 10월 2일)은 1914년 서울에서 독립운동자금 모금 활동을 전개하였던 대한민국의 독립운동가이다.

## 생애
1858년 조선 전라도 화순군 도암면 도장리에서 태어나 어린 시절 스스로 학문을 수양해 모든 경서를 통달하였다. 학식이 높아 많은 제자들이 몰려들었고, 자신의 조카인 김영하 (1878년)를 제자로 받았다. 김영하는 훗날 김용상 선생의 항일정신을 본 받아 대한광복단에 가입하여 독립운동을 위한 군자금 모금에 앞장선다.

### 독립운동자금 모금 활동
1914년 서울에서 이낙정(李樂正) 등의 동지들과 함께 독립운동을 지원하기위한 군자금을 모금하기로 계획하였다. 이 행적으로 인해 1915년 2월 10일 경성지방법원 재판에서 보안법 위반으로 징역 8개월을 받았고, 고문의 여독을 이기지 못하여 결국 1919년 고향인 화순에서 생을 마감하였다.

## 경력
대한광복단 전라지단 비밀 결사 단원

## 서훈
대통령 표창(2003년)

## 가족 관계
김영하 (1878년) 조카